# Slaget vid Palikao
Slaget vid Palikao eller Slaget vid Baliqiao (八里桥之战; Bālǐqiáo zhī zhàn, 'Slaget vid åtta-kilometers-bron') var ett slag vid bron Baliqiao i östra Peking i Kina 1860 mellan Anglo-franska styrkor och den kinesiska Qingdynastin. Slaget vanns av de angripande styrkorna och var en del i kulmen av Andra opiumkriget.

## Bakgrund
År 1859 i slutet av det Andra opiumkriget var brittiska kanonbåtar på väg mot Peking på Haifloden för att utväxla ratifikationsdokument enligt fördragen i Tianjin från 1858. Vid forten vid Dagukou sydost om Tianjin attackerades de brittiska styrkorna av kineserna. Fyra brittiska kanonbåtar gick förlorade och de tvingades till reträtt. Året efter återvände britterna under ledning av lord Elgin tillsammans med franska trupper, nu med en styrka av 200 örlogsfartyg och 20 000 soldater. 21 augusti 1860 intogs forten vid Dagukou, och fyra dagar senare erövrades Tianjin.
Nu tvingades kineserna acceptera Tianjinfördraget igen, men situationen försvårades av att den brittiska diplomaten Harry Parkes, som var lord Elgins tolk, arresterades den 18 september. På grund av tillfångatagandet av Parkes och avrättningen av 19 sändebud avancerade de brittiska och franska styrkorna mot Peking. De anglo-franska styrkorna leddes av Charles Cousin-Montauban och James Hope Grant.

## Slaget
Området kring stenbron Baliqiao var en vital försvarspunkt för huvudstadens infartsväg från Tianjin. Väster om Baliqiao fanns även en träbro.
De kinesiska försvarsstyrkorna vid broarna leddes av general Sengge Rinchen.
Montauban och Grant mötte på morgonen 21 september Rinchens försvarsstyrka styrka på 30 000 (eller fler) man som stod i position framför bron Baliqiao där de hade blockerat vägen mot Peking för de angripande soldaterna. De kinesiska soldaterna formade en 5 km bred front, men saknade djup i försvaret.
Grants styrkor gick åt vänster och attackerade kineserna från sidan medan Montauban attackerade framifrån rakt mot Baliqiao med floden som flankskydd. Bara fem timmar efter att striderna inleddes kunde de brittiska styrkorna passera träbron väster om Baliqiao. Kineserna besegrades och förlorade mer än 20 000 soldater. Förlusterna för de allierade attackerande rapporterades till 1 200 man.

## Eftermäle

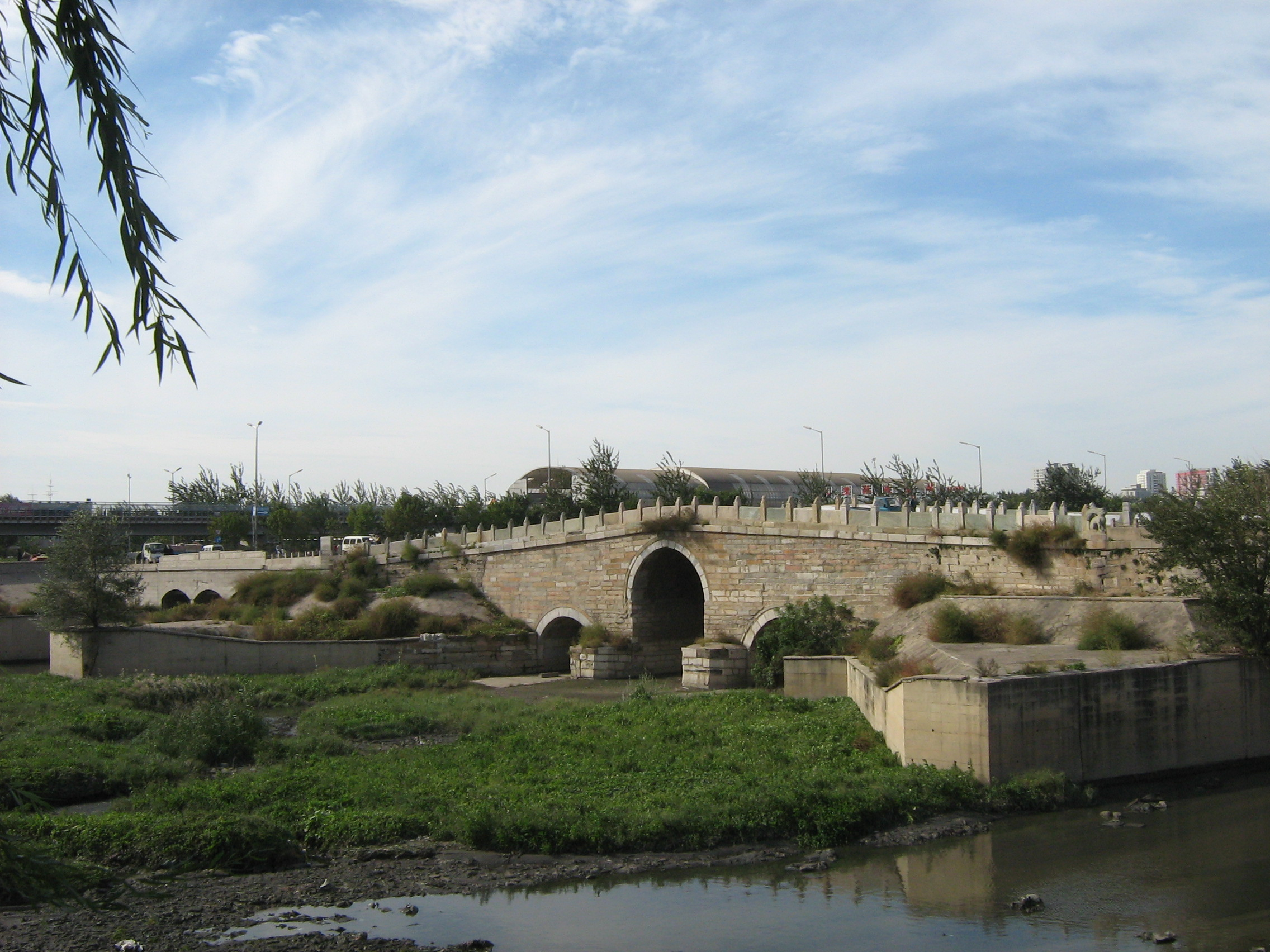
Baliqiao 2007

Den 6 oktober nådde franska styrkor det kejserliga palatsområdet Yuanmingyuan och palatsen plundrades på alla dess värdesaker. Det som inte stals förstördes. Den 9 oktober lämnade styrkorna Yuanmingyuan och gick tillbaka mot det nu helt försvarslösa Peking. Lord Elgin ansåg att Xianfeng-kejsaren förtjänade ett straff för kinesernas handlande, och han ville även lämna bestående bevis för att han erövrat Peking. Som en "högtidlig handling av vedergällning" beslutade lord Elgin att slå till mot Yuanmingyuan som var den kinesiska kejsarens värdefullaste tillhörighet och favoritpalats. 3 500 brittiska soldater återvände till Yuanmingyuan och den 18 oktober 1860 brändes alla träbyggnader ner och marmorbyggnaderna slogs sönder. Även andra närliggande parker och palats förstördes såsom Sommarpalatset som ligger precis väster om Yuanmingyuan. Den 1 november 1860 lämnade britterna och fransmännen Peking efter att Qingdynastin tvingats signera den förnedrande konventionen i Peking.